# Lista de futebolistas do Cruzeiro Esporte Clube convocados para Copa do Mundo da FIFA

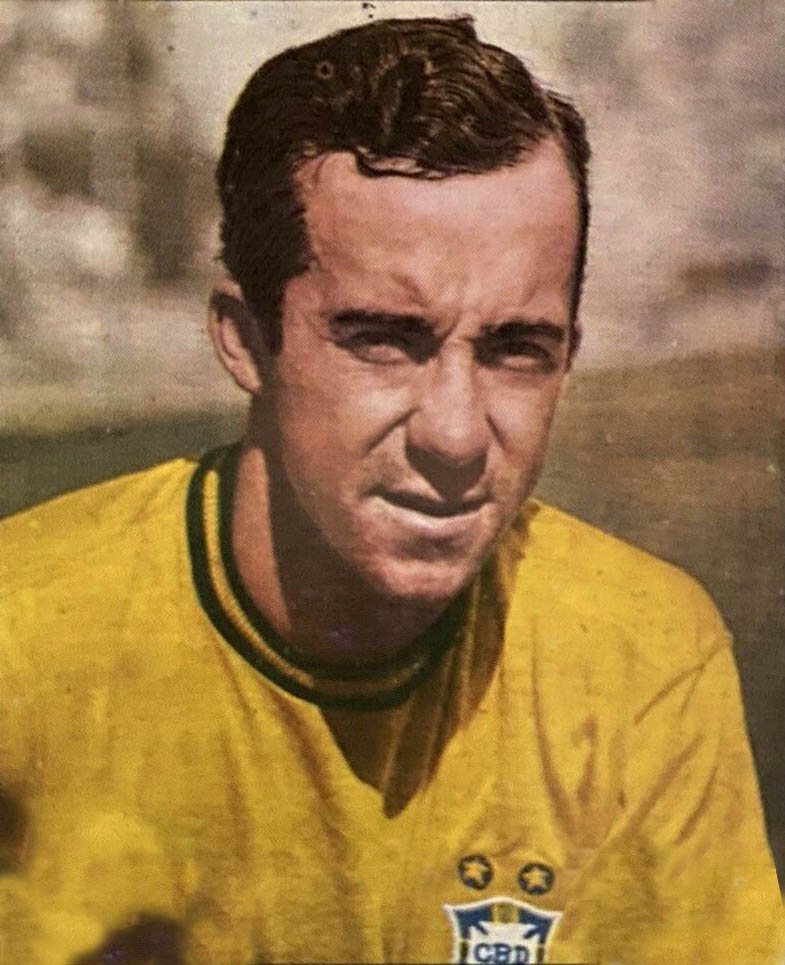
Tostão, campeão da Copa de 1970 com a Seleção Brasileira enquanto jogador do Cruzeiro.

Neste anexo, encontra-se a lista de futebolistas do Cruzeiro Esporte Clube convocados pelas suas respectivas seleções para disputar a Copa do Mundo. 
Ao todo, 11 jogadores do Cruzeiro já foram convocados para Copas do Mundo:

## Lista dos Jogadores

### Copa do Mundo FIFA de 1966
- Eduardo Gonçalves de Andrade (Tostão)

### Copa do Mundo FIFA de 1970
- José de Anchieta Fontana (Fontana)
- Wilson Piazza (Piazza)
- Eduardo Gonçalves de Andrade (Tostão)

### Copa do Mundo FIFA de 1974
- Roberto Alfredo Perfumo (Roberto Perfumo)
- Manoel Rezende de Mattos Cabral (Nelinho)
- Wilson Piazza (Piazza)

### Copa do Mundo FIFA de 1978
- Manoel Rezende de Mattos Cabral (Nelinho)

### Copa do Mundo FIFA de 1994
- Ronaldo Luís Nazário de Lima (Ronaldo Fenômeno)

### Copa do Mundo FIFA de 1998
- Nelson de Jesus da Silva (Dida)

### Copa do Mundo FIFA de 2002
- Edílson da Silva Ferreira (Edílson Capetinha)
- Juan Pablo Sorín (Sorín)

### Copa do Mundo FIFA de 2010
- Gilberto da Silva Melo (Gilberto)

### Copa do Mundo FIFA de 2018
- Giorgian de Arrascaeta (Arrascaeta)

## Jogadores campeões

### Copa do Mundo FIFA de 1970
- José de Anchieta Fontana (Fontana)
- Wilson Piazza (Piazza)
- Eduardo Gonçalves de Andrade (Tostão)

### Copa do Mundo FIFA de 1994
- Ronaldo Luís Nazário de Lima (Ronaldo Fenômeno)

### Copa do Mundo FIFA de 2002
- Edílson da Silva Ferreira (Edílson Capetinha)